# Hotel Transylvania 3: Summer Vacation
Hotel Transylvania 3: Summer Vacation (Hotel Transylvania 3: Monstruos de vacaciones en Hispanoamérica, Hotel Transilvania 3: Unas vacaciones monstruosas en España y conocido a nivel internacional como Hotel Transylvania 3: A Monster Vacation) es una película estadounidense de comedia, fantasía y animación 3D por ordenador, producida por Sony Pictures Animation. Los papeles de Adam Sandler, Andy Samberg, Selena Gomez, David Pala, Troy Baker, Steve Buscemi, Molly Shannon, Keegan-Michael Key, Kevin James, Fran Drescher, Asher Blinkoff y Mel Brooks regresan en esta historia, es la tercera entrega de la franquicia de Hotel Transylvania y la secuela a Hotel Transylvania 2 (2015). Fue estrenada el 6 de julio de 2018 por Columbia Pictures.

## Argumento
En 1897, Drácula y sus amigos Frank, Wayne, Griffin y Murray, se encontraban encubiertos en disfraces de humanos, para viajar en un tren rumbo a Budapest; en esa época, ya los cinco eran una pandilla temible e inseparable, en un mundo donde los monstruos eran temidos, en el tiempo antes de que Drácula conociera a Martha. Sin embargo, el profesor Abraham Van Helsing, un valiente y experto cazador de monstruos, se subió al tren y descubrió fácilmente a los monstruos disfrazados; la pandilla de Drácula se escabulló trepando por el techo, y en un intento de probar su amistad, Drácula empujó a sus amigos del tren para su seguridad, permitiéndoles escapar con vida. Van Helsing estaba bastante obsesionado con exterminar a todos los monstruos, especialmente destruir a Drácula, su cruel archienemigo mortal, pero cada vez que lo intentaba, siempre fue radicalmente burlado, constantemente derrotado y completamente humillado por él, lo que causó que el cazador de monstruos desarrollara más y más sus deseos ya sobrecargados de venganza.
En la actualidad, un tiempo después de los acontecimientos de la película anterior, Drácula dirige su negocio hotelero sin problemas, con su hija Mavis y su yerno Johnny. Sin embargo, Drac está deprimido por el hecho de que se ha mantenido soltero desde la muerte de su esposa Martha, a pesar de sus intentos de conocer a alguien. Malinterpretando esto como estrés por exceso de trabajo, Mavis reserva un crucero para que todos puedan tomarse un descanso y pasar más tiempo juntos como familia. Al día siguiente, Drácula, Mavis, Johnny, Dennis, Vlad y los huéspedes del hotel abordan un crucero llamado Legacy. Drac ve a Ericka, una hermosa mujer humana que se presenta como la capitana del barco, y de inmediato se enamora de ella, algo que pensó que era imposible ya que el "click" solo se hace una vez en la vida.
Ericka va a una habitación secreta en la cubierta inferior donde está Abraham Van Helsing, quien se revela como su bisabuelo y está casi completamente mecanizado con un cuerpo robot de soporte vital, para evitar la muerte. Van Helsing tiene un plan para eliminar a todos los monstruos, y especialmente vengarse de Drac por todas las burlas, derrotas y humillaciones que sufrió a lo largo de su vida por parte del vampiro; dirigir el crucero hasta la ciudad perdida de la Atlántida donde se encuentra un objeto clave para lograr el objetivo, que el cazador de monstruos llama Instrumento de Destrucción, en las ruinas de dicha ciudad. Ericka le hace prometer a Van Helsing que no asesinara a Drac, no antes de ejecutar el plan; pero ella intenta repetidamente hacerlo de todos modos, aunque sin éxito para su frustración.
Después de no poder matar a Drac en un volcán submarino, Ericka gime de no poder atraparlo. Frank, Wayne, Griffin y Murray escuchan esto, y pensando que a Ericka le gusta Drac, van a decirle a su amigo sobre lo que escucharon. Drac, nerviosamente le pide salir a Ericka en una cita, y ella acepta, ya que ve esto como otra oportunidad de matar al vampiro. Sin embargo, mientras cenan en una isla desierta, Ericka inesperadamente comienza a enamorarse de Drac, después de que aprenden sobre el pasado de cada uno.
Mavis descubre que su padre está interesado en Ericka y sospecha de los motivos de la capitana del Legacy. El crucero llega a la Atlántida, que se ha convertido en un casino; Drac decide decirle a Mavis la verdad sobre Ericka, pero se distrae de repente al ver a la capitana entrar en una cripta debajo de la ciudad. Drac sigue a Ericka, con Mavis no muy atrás, y se entera de que ella busca una valiosa "reliquia familiar". Con la apasionada ayuda de Drac, pasan las numerosas trampas explosivas protegiendo el objeto y escapan. Mavis llega y los confronta, atacando fieramente a Ericka, con intenciones homicidas, al descubrir sus oscuras intenciones de querer matar a su padre; sin embargo, Drac la detiene y le confiesa que hizo "click" con Ericka, para sorpresa y confusión de Mavis. Después de que le explican a Ericka lo que es un "click", ella rechaza con dureza y pesar los sinceros sentimientos románticos de Drac, dejando al vampiro con el corazón roto.
Una arrepentida Ericka le da a Van Helsing el objeto, revelado como el Instrumento de Destrucción, y procede a tender una trampa para los monstruos, en una fiesta de baile. Al darse cuenta de que, por su culpa, Drac todavía está triste, Mavis, después de algunos sabios consejos de Johnny, le dice a su padre que hable con Ericka, admitiendo que tenía miedo de que él la dejara, lo que Drac disipa. De repente, Van Helsing aparece y aleja al DJ, y una entristecida Ericka se ve obligada a revelar que ella es su bisnieta. Van Helsing presenta ante todos el Instrumento de Destrucción, un estuche que guarda una partitura escrita con una terrible y maligna nota musical, y reproduce una maligna y desagradable canción que despierta al Kraken que vive cerca de la isla para atacar a los monstruos. Ericka no resiste ver el horrible espectáculo ni un minuto más, por lo que salva a Drac del Kraken y le suplica a su bisabuelo que pare de una vez con esa destrucción sin sentido, confesándole a Drac que también se enamoró de él, lo que enfurece a Van Helsing y en un arranque de ira, desata toda su maldad al hacer que el Kraken los ataque a los dos.
Con el fin de calmar al Kraken, Johnny abre un kit de DJ portátil y comienza a tocar canciones positivas para vencer a la maligna canción de Van Helsing. Al tocar la Macarena, el Kraken finalmente está relajado y feliz, al punto de contagiarse con el ritmo y realizar el baile. Gracias a la canción de Johnny, todos los monstruos comienzan a bailar, incluida Ericka; todos menos Van Helsing, que intenta contrarrestar con su canción desagradable, pero descubre muy tarde que ya nada puede detener el ritmo de la Macarena, ni siquiera la misma partitura (que se empieza a mover, y en el proceso se tritura en pedazos). Van Helsing no ha querido bailar, pero su cuerpo robot de soporte vital pierde el control y también termina bailando, por lo que el vengativo cazador de monstruos siente en carne propia el verdadero terror. Al tratar inútilmente de controlarse, Van Helsing se resbala y cae al vacío aguardándole una caída segura e inevitable que finalmente lo llevaría con la muerte, no sin antes culpar a Ericka del último fracaso total; pero, debido a un milagro del destino, es salvado por Drac, por lo que toda su vengativa maldad se convierte en una inminente bondad, ambos se disculparon y dejaron de lado sus antiguas diferencias volviéndose amigos, luego Drac y Ericka dieron el primer click, cuando los monstruos quieren dar una oportunidad para que den reembolso total por el crucero.
De vuelta en el Hotel Transylvania, los nuevos monstruos llegaron ingresan, y Drácula y Ericka han terminado en una relación romántica. Drac le propone matrimonio a Ericka, quien al principio balbucea su respuesta como legítima segunda esposa, aunque finalmente acepta la propuesta con todos celebrándolo.

## Reparto
| - Adam Sandler como Drácula. - Andy Samberg como Jonathan “Johnny". - Selena Gomez como Mavis. - Kevin James como Frank "Frankenstein". - Fran Drescher como Eunice. - David Spade como Griffin. - Troy Baker Como Cardinal. - Keegan-Michael Key como Murray. - Steve Buscemi como Wayne. - Molly Shannon como Wanda. | - Asher Blinkoff como Dennis “Dennisovich". - Sadie Sandler como Winnie. - Chris Parnell como Stan / Fish Man. - Joe Whyte como Puppy, la mascota de Dennis. - Chrissy Teigen como Crystal. - Joe Jonas como el Kraken. - Jim Gaffigan como el Profesor Abraham Van Helsing. - Kathryn Hahn como Ericka Van Helsing. - Mel Brooks como Vlad, el padre de Drac. |

### Doblaje
| Personaje                   | Actor de voz original | Actor de doblaje en España | Actor de doblaje en Hispanoamérica | Actor de doblaje en Hispanoamérica |
| Personaje                   | Actor de voz original | Actor de doblaje en España | México                             | México                             |
| --------------------------- | --------------------- | -------------------------- | ---------------------------------- | ---------------------------------- |
| Conde Drácula               | Adam Sandler          | Santiago Segura            | Bandera de México                  | Germán Fabregat                    |
| Mavis Loughran              | Selena Gomez          | Macarena García            | Bandera de México                  | Violeta Isfel                      |
| Jonathan                    | Andy Samberg          | Dani Martínez              | Bandera de México                  | Cristóbal Orellana                 |
| Dennis                      | Asher Blinkoff        | Calma Segura               | Bandera de México                  | Yasir Ocampo                       |
| Ericka                      | Kathryn Hahn          | Cristina Castaño           | Bandera de México                  | Galilea Montijo                    |
| Van Helsing                 | Jim Gaffigan          | Pep Sais                   | Bandera de México                  | Pedro Sola                         |
| Cardinal                    | Troy Baker            |                            |                                    |                                    |
| Vlad                        | Mel Brooks            | Arturo Fernández           | Bandera de México                  | Ignacio López Tarso                |
| Frank "Frankenstein"        | Kevin James           | Mario Vaquerizo            | Bandera de México                  | Mauricio Castillo                  |
| Eunice                      | Fran Drescher         | Alaska                     | Bandera de México                  | Mimí                               |
| Murray la momia             | Keegan-Michael Key    | Xavier de Llorens          | Bandera de México                  | Enrique Cervantes                  |
| Wayne                       | Steve Buscemi         | Lluís Villanueva           | Bandera de México                  | Eduardo Tejedo                     |
| Wanda                       | Molly Shannon         | Mónica Pérez               | Bandera de México                  | Xóchitl Ugarte                     |
| Winnie                      | Sadie Sandler         |                            | Bandera de México                  | Melissa Gutiérrez                  |
| Griffin El hombre invisible | David Spade           | Joan Pera                  | Bandera de México                  | Ricardo Tejedo                     |
| Stan / Fish Man             | Chris Parnell         |                            | Bandera de México                  | Gabriel Basurto                    |
| El Kraken                   | Joe Jonas             |                            | Bandera de México                  | Polo Rojas                         |
| Puppy / Bob                 | Joe Whyte             |                            | Bandera de México                  | Milton Wolch                       |
| Hidra                       | Craig Kellman         |                            | Bandera de México                  | Luis Alfonso Mendoza               |
| Gremlins                    | Aaron LaPlante        |                            | Bandera de Argentina               | Darío Barassi                      |
| Chupacabras                 | Jaime Camil           |                            | Bandera de México                  | Edson Matus                        |
| Crystal                     | Chrissy Teigen        |                            | Bandera de México                  | Erika Ugalde                       |
| Voz de celular              | Michelle Murdocca     |                            | Bandera de México                  | Sonia Casillas                     |
| Zingr Bruja                 | Joyce Arrastia        |                            | Bandera de México                  | Liliana Barba                      |
| Ginger                      | Tara Strong           |                            | Bandera de México                  | Cristina Hernández                 |
| DJ                          | ¿?                    |                            | Bandera de México                  | Memo Aponte                        |
| Conductor del tren          | ¿?                    |                            | Bandera de México                  | Víctor Manuel Espinoza             |
| Zoila                       | Libby Thomas Dickey   |                            | Bandera de México                  | Berenice Vega                      |
| Gerundio                    | ¿?                    |                            | Bandera de México                  | Daniel Lacy                        |
| Poseidón                    | ¿?                    |                            | Bandera de México                  | Rubén Moya                         |
| Niño Austriaco              | Patrick Harpin        |                            | Bandera de México                  | Mauricio Pérez                     |
| Brujas                      | Michelle Murdocca     |                            | Bandera de México                  | Magda Giner                        |
| Brujas                      | Michelle Murdocca     |                            | Bandera de México                  | TBA                                |
| Brujas                      | Joyce Arrastia        |                            | Bandera de México                  | Katalina Múzquiz                   |
| Kelsey                      | Michelle Murdocca     |                            | Bandera de México                  | Edurne Keel                        |
| Chuchis                     | Sunny Sandler         |                            | Bandera de México                  | Sary Katz                          |
| Zombi en casino             | ¿?                    |                            | Bandera de México                  | TBA                                |

## Producción
En septiembre de 2015, Michelle Murdocca, la productora de la película, dijo que antes de la segunda película el estudio fue "hablando del número 3 y avanzando y llevando la franquicia al siguiente nivel", pero ella y Genndy Tartakovsky no volverían, ya que estaban trabajando en Can You Imagine? de Tartakovsky. En septiembre de 2015, el director Genndy Tartakovsky reveló que no volvería para la secuela, diciendo a TheWrap que "dos es suficiente, tengo muchas otras ideas, y tengo que expresarlas y hacerlas salir".
A pesar de haber abandonado anteriormente la serie para desarrollar otros proyectos, Tartakovsky confirmó más tarde que él volvería como el director para esta entrega. Adam Sandler, Selena Gómez y Andy Samberg también volverían a interpretar sus papeles anteriores como Dracula, Mavis y Johnny en la película, que estaba siendo escrita por el escritor de Austin Powers, Michael McCullers. En junio de 2016, Sony Pictures Animation también confirmó que el director Tartakovsky estaría regresando para la tercera película, después de tomar una licencia de ausencia para trabajar en la temporada final de su show Samurai Jack. Según Tartakovsky, él volvió después de que consiguió una inspiración de unas "miserables" vacaciones con su familia, y la película ocurriría a bordo de un barco de cruceros.

## Estreno
Hotel Transylvania 3 fue originalmente programada para una fecha de estreno del 21 de septiembre de 2018. El primer tráiler de la esperada cinta animada se lanzó el 16 de noviembre de 2017. El 6 de febrero de 2018, su fecha de estreno fue trasladada al 13 de julio del mismo año.

## Recepción
Hotel Transylvania 3 ha recibido reseñas mixtas de parte de la crítica y la audiencia. En Rotten Tomatoes, la película posee una aprobación de 60%, basada en 105 reseñas, con una calificación de 5.4/10, mientras que de parte de la audiencia tiene una aprobación de 50%, basada en 2493 votos, con una calificación de 3.2/5.
Metacritic le ha dado a la película una puntuación de 54 de 100, basada en 23 reseñas, indicando "reseñas mixtas". Las audiencias encuestadas por CinemaScore le han dado a la película una "A-" en una escala de A+ a F, mientras que en el sitio IMDb los usuarios le han dado una calificación de 6.3/10, sobre la base de 18 027 votos. En la página FilmAffinity tiene una calificación de 5.4/10, basada en 1360 votos.

## Premios y nominaciones
| Premio                 | Categoría                        | Película                             | Resultado |
| ---------------------- | -------------------------------- | ------------------------------------ | --------- |
| People's Choice Awards | Mejor película familiar favorita | Hotel Transylvania 3 Summer Vacation | Nominada  |